# Rallye Argentinien 2007
Die 27. Rallye Argentinien war der sechste von 16 FIA-Weltmeisterschaftsläufen 2007. Die Rallye bestand aus 23 Wertungsprüfungen und wurde zwischen dem 4. und dem 6. Mai ausgetragen.

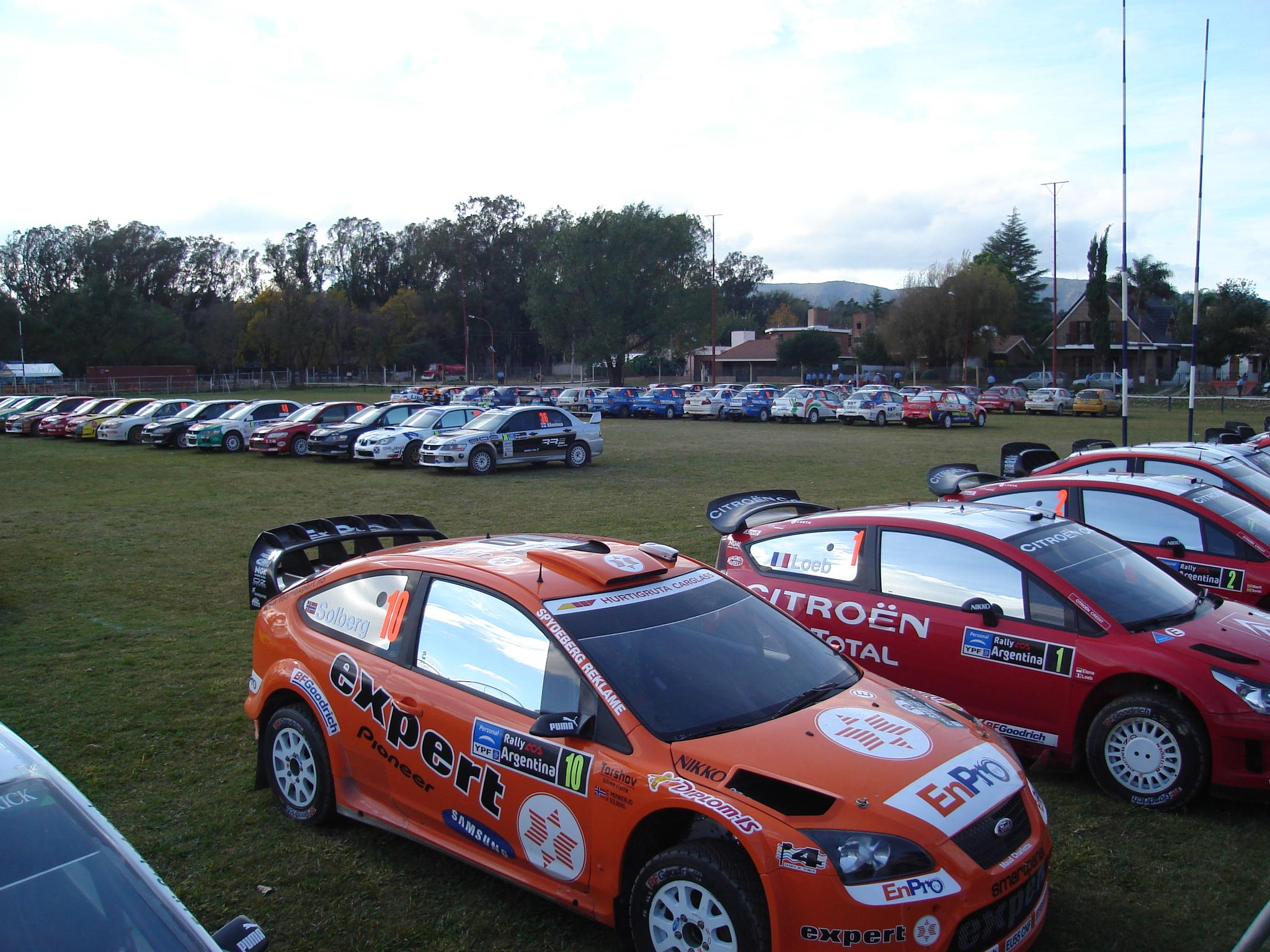
Der Parc fermé in Argentinien

## Bericht
Zum Auftakt der Rallye Argentinien wurde eine kurze, erste Wertungsprüfung von 2,4 Kilometern gefahren. Die Teams und Fahrer der WRC waren extra von der Rallyebasis in Villa Carlos Paz rund 700 Kilometer nach Buenos Aires gereist.
Die Fans dankten den Fahrern mit stehenden Ovationen und feierten die WRC bei ihrem Kurzbesuch fernab der eigentlichen Rallye-Route mit Begeisterung. Im Fußballstadion River Plate Stadion wurde ein Schotter-Doppelparcours aufgeschüttet. Dreimal wurde der Parcours von den Piloten durchfahren. Die Bestzeit ging an den Ford-Werkspiloten Mikko Hirvonen mit 2:08.3 Minuten. Sein Teamkollege Marcus Grönholm wurde mit 0,6 Sekunden Rückstand auf dem zweiten Rang klassiert.
Weil wegen des schlechten Wetters nicht alle FIA-Delegierten und Teammitglieder rechtzeitig aus Buenos Aires zurück nach Córdoba fliegen konnten, mussten sieben der acht angesetzten Wertungsprüfungen am Freitag abgesagt werden. Nur die neunte Wertungsprüfung am Abend im Estadio Cordoba konnte gefahren werden. Diese WP gewann ebenfalls Hirvonen, der als Führender der Rallye in den Samstag startete.
Sébastien Loeb sicherte sich mit dem Citroën C4 WRC den insgesamt dritten Sieg bei der Rallye Argentinien und den vierten Erfolg im sechsten Saisonlauf der WRC. Loeb verwies am Ende den Ford-Focus-RS-WRC-Piloten Marcus Grönholm um 36.7 Sekunden auf den zweiten Rang. Damit baute Loeb seine Führung in der Fahrer-Weltmeisterschaft um zwei auf drei Zähler aus. Ford wiederum profitierte von einer guten Mannschaftsleistung und stärkte seine Position in der Hersteller-Wertung. Der dritte Rang ging an Grönholms Teamkollegen Mikko Hirvonen, der sich über sechs WM-Zähler freuen durfte. Mit Jari-Matti Latvala und Henning Solberg gingen auch die Positionen vier und fünf an Ford. Dahinter folgte der zweite Citroën-Werksfahrer Dani Sordo auf dem sechsten Platz.

## Klassifikationen

### Endresultat
| Pos.   | Fahrer             | Beifahrer       | Auto                     | Zeit      | Rückstand | Punkte |
| WRC    | WRC                | WRC             | WRC                      | WRC       | WRC       | WRC    |
| ------ | ------------------ | --------------- | ------------------------ | --------- | --------- | ------ |
| 1      | Sébastien Loeb     | Daniel Elena    | Citroën C4 WRC           | 2:52:03.8 | 0:00.0    | 10     |
| 2      | Marcus Grönholm    | Timo Rautiainen | Ford Focus RS WRC        | 2:52:40.5 | 0:36.7    | 8      |
| 3      | Mikko Hirvonen     | Jarmo Lehtinen  | Ford Focus RS WRC        | 2:54:19.0 | 2:15.2    | 6      |
| 4      | Jari-Matti Latvala | Miikka Anttila  | Ford Focus RS WRC        | 2:55:46.8 | 3:43.0    | 5      |
| 5      | Henning Solberg    | Cato Menkerud   | Ford Focus RS WRC        | 2:56:13.9 | 4:10.1    | 4      |
| 6      | Daniel Sordo       | Marc Marti      | Citroën C4 WRC           | 2:56:27.4 | 4:23.6    | 3      |
| 7      | Chris Atkinson     | Stéphane Prévot | Subaru Impreza WRC       | 2:56:47.2 | 4:43.4    | 2      |
| 8      | Manfred Stohl      | Ilka Minor      | Citroën Xsara WRC        | 2:57:24.0 | 5:20.2    | 1      |
| PCWRC  |                    |                 |                          |           |           |        |
| 1 (9)  | Federico Villagra  | Diego Curletto  | Mitsubishi Lancer Evo IX | 3:08:53.7 | 16:49.9   | 10     |
| 2 (10) | Toshi Arai         | Tony Sircombe   | Subaru Impreza WRX STI   | 3:09:03.0 | 16:59.2   | 8      |
| 3 (11) | Juho Hänninen      | Mikko Markkula  | Mitsubishi Lancer Evo IX | 3:09:21.9 | 17:18.1   | 6      |
| 4 (13) | Gabriel Pozzo      | Mario Stillo    | Mitsubishi Lancer Evo IX | 3:12:15.7 | 20:11.9   | 5      |
| 5 (14) | Marcos Ligato      | Flavio Zanella  | Mitsubishi Lancer Evo IX | 3:13:32.9 | 21:29.1   | 4      |
| 6 (16) | Niall McShea       | Gordon Noble    | Subaru Impreza WRX STI   | 3:14:23.6 | 22:19.8   | 3      |
| 7 (17) | Andreas Aigner     | Klaus Wicha     | Mitsubishi Lancer Evo IX | 3:15:02.6 | 22:58.8   | 2      |
| 8 (19) | Martin Rauam       | Kristo Kraag    | Mitsubishi Lancer Evo IX | 3:16:59.5 | 24:55.7   | 1      |

### Wertungsprüfungen
| Tag                        | WP                  | WP Name             | Länge   | Start UTC−3     | Fahrer            | Auto              | Zeit        | Ø km/h         | Leader         |
| -------------------------- | ------------------- | ------------------- | ------- | --------------- | ----------------- | ----------------- | ----------- | -------------- | -------------- |
| Tag 1 3. Mai               | WP1                 | River Plate Stadium | 2,40 km | 18:35           | Mikko Hirvonen    | Ford Focus RS WRC | 02:08.3     | 67,34 km/h     | Mikko Hirvonen |
| Tag 2 4. Mai               |                     |                     |         |                 |                   |                   |             |                | Mikko Hirvonen |
| Villa Carlos Paz 09:00 Uhr |                     |                     |         |                 |                   |                   |             |                | Mikko Hirvonen |
| WP2                        | Capilla del Monte 1 | 22,95 km            | 10:45   | abgesagt        | abgesagt          | abgesagt          | abgesagt    |                | Mikko Hirvonen |
| WP3                        | San Marcos 1        | 19,23 km            | 11:22   | abgesagt        | abgesagt          | abgesagt          | abgesagt    |                | Mikko Hirvonen |
| WP4                        | Villa Giardino 1    | 15,50 km            | 12:20   | abgesagt        | abgesagt          | abgesagt          | abgesagt    |                | Mikko Hirvonen |
| WP5                        | Valle Hermoso 1     | 10,94 km            | 12:51   | abgesagt        | abgesagt          | abgesagt          | abgesagt    |                | Mikko Hirvonen |
| WP6                        | Cosquin 1           | 11,27 km            | 13:32   | abgesagt        | abgesagt          | abgesagt          | abgesagt    |                | Mikko Hirvonen |
| WP7                        | Capilla del Monte 2 | 22,95 km            | 16:11   | abgesagt        | abgesagt          | abgesagt          | abgesagt    |                | Mikko Hirvonen |
| WP8                        | San Marcos 2        | 19,23 km            | 16:48   | abgesagt        | abgesagt          | abgesagt          | abgesagt    |                | Mikko Hirvonen |
| WP9                        | Estadio Córdoba     | 2,40 km             | 19:05   | Mikko Hirvonen  | Ford Focus RS WRC | 02:31.7           | 55,85 km/h  |                | Mikko Hirvonen |
| Villa Carlos Paz 19:45 Uhr |                     |                     |         |                 |                   |                   |             |                | Mikko Hirvonen |
| Tag 3 5. Mai               |                     |                     |         |                 |                   |                   |             |                | Mikko Hirvonen |
| Villa Carlos Paz 06:55 Uhr |                     |                     |         |                 |                   |                   |             |                | Mikko Hirvonen |
| WP10                       | La Cumbre           | 18,70 km            | 08:23   | Sébastien Loeb  | Citroën C4 WRC    | 15:35.1           | 71,99 km/h  | Sébastien Loeb |                |
| WP11                       | Ascochinga          | 23,28 km            | 09:21   | Sébastien Loeb  | Citroën C4 WRC    | 14:45.2           | 94,68 km/h  | Sébastien Loeb |                |
| WP12                       | Villa Giardino 2    | 15.50 km            | 10:14   | Sébastien Loeb  | Citroën C4 WRC    | 11:02,6           | 84,21 km/h  | Sébastien Loeb |                |
| WP13                       | Valle Hermoso 2     | 10,94 km            | 10:45   | Sébastien Loeb  | Citroën C4 WRC    | 07:11.3           | 91,31 km/h  | Sébastien Loeb |                |
| WP14                       | Cosquin 2           | 11,27 km            | 11:26   | Sébastien Loeb  | Citroën C4 WRC    | 06:09.5           | 109,8 km/h  | Sébastien Loeb |                |
| Villa Carlos Paz 12:20 Uhr |                     |                     |         |                 |                   |                   |             | Sébastien Loeb |                |
| WP15                       | Santa Rosa 1        | 21,40 km            | 14:13   | Marcus Grönholm | Ford Focus RS WRC | 12:48.1           | 100,3 km/h  | Sébastien Loeb |                |
| WP16                       | Las Bajadas         | 16,35 km            | 15:06   | Sébastien Loeb  | Citroën C4 WRC    | 08:39.8           | 113,24 km/h | Sébastien Loeb |                |
| WP17                       | Amboy               | 20,29 km            | 15:52   | Sébastien Loeb  | Citroën C4 WRC    | 10:19.4           | 117,93 km/h | Sébastien Loeb |                |
| WP18                       | Santa Rosa 2        | 21,40 km            | 16:57   | Marcus Grönholm | Ford Focus RS WRC | 12:56.3           | 99,24 km/h  | Sébastien Loeb |                |
| Villa Carlos Paz 18:37 Uhr |                     |                     |         |                 |                   |                   |             | Sébastien Loeb |                |
| Tag 4 6. Mai               |                     |                     |         |                 |                   |                   |             | Sébastien Loeb |                |
| Villa Carlos Paz 06:51 Uhr |                     |                     |         |                 |                   |                   |             | Sébastien Loeb |                |
| WP19                       | Mina Clavero I      | 23,81 km            | 08:00   | Sébastien Loeb  | Citroën C4 WRC    | 18:48.8           | 75,94 km/h  | Sébastien Loeb |                |
| WP20                       | El Condor 1         | 16,81 km            | 08:43   | Daniel Sordo    | Citroën C4 WRC    | 13:39.9           | 73,81 km/h  | Sébastien Loeb |                |
| WP21                       | Mina Clavero 2      | 24,45 km            | 10:06   | Sébastien Loeb  | Citroën C4 WRC    | 18:51.2           | 77,81 km/h  | Sébastien Loeb |                |
| WP22                       | El Condor 2         | 16,81 km            | 10:49   | Daniel Sordo    | Citroën C4 WRC    | 13:46.8           | 73,19 km/h  | Sébastien Loeb |                |
| Villa Carlos Paz 11:42 Uhr |                     |                     |         |                 |                   |                   |             | Sébastien Loeb |                |
| WP23                       | Estadio Córdoba 2   | 2,40 km             | 13:05   | Sébastien Loeb  | Citroën C4 WRC    | 02:25.4           | 59,42 km/h  | Sébastien Loeb |                |

Quelle:

### Gewinner Wertungsprüfungen
| WP                        | Anzahl | Fahrer          | Auto              |
| ------------------------- | ------ | --------------- | ----------------- |
| 10–14, 16, 17, 19, 21, 23 | 10     | Sébastien Loeb  | Citroën C4 WRC    |
| 15, 18                    | 2      | Marcus Grönholm | Ford Focus RS WRC |
| 1, 9                      | 2      | Mikko Hirvonen  | Ford Focus RS WRC |
| 20, 22                    | 2      | Dani Sordo      | Citroën C4 WRC    |

### Fahrer-WM nach der Rallye
| Pos. | Fahrer          | Punkte |
| ---- | --------------- | ------ |
| 1    | Sébastien Loeb  | 48     |
| 2    | Marcus Grönholm | 45     |
| 3    | Mikko Hirvonen  | 36     |
| 4    | Dani Sordo      | 22     |
| 5    | Petter Solberg  | 16     |

### Team-Weltmeisterschaft
| Pos. | Team               | Punkte |
| ---- | ------------------ | ------ |
| 1    | Ford WRT           | 81     |
| 2    | Citroën WRT        | 72     |
| 3    | Stobart Ford WRT   | 30     |
| 4    | Subaru WRT         | 29     |
| 5    | Kronos Citroën WRT | 22     |